# Герра Тулена, Хулио Сесар
Хулио Сезар Герра Тулена (исп. Julio César Guerra Tulena; 27 сентября 1933, Сан-Андрес-де-Сотавенто, Кордова, — 27 сентября 2022, Синселехо, Сукре) — колумбийский политик, президент Сената (1995—1996).
До ухода в политику работал врачом-хирургом.
Член Либеральной партии.
С 1991 года член Палаты представителей Колумбии от департамента Сукре. В 1994 году избран сенатором, в 1998 году переизбран. С июля 1995 по июль 1996 г. президент Сената.
Участвовал в законодательных инициативах:
- продвигать развитие речного транспорта Колумбии и его интеграцию в речную систему Южной Америки
- создать национальный фонд для исследования и освоения засушливых территорий и борьбы с опустыниванием и засухой.

На выборах 2002 года потерпел поражение и на время отошёл от политики. В 2007 году баллотировался на пост губернатора департамента Сукре, но не был избран.
В 2011 году снова выдвинул свою кандидатуру и набрал более 65 % голосов, став старейшим губернатором в Колумбии. Занимал пост с 1 января 2012 до декабря 2015 года.
В 2019 году генеральная прокуратура обвинила его в махинациях при закупке лекарств (в 2013 году). Следствие длилось несколько лет и закончилось ничем.